# 斯威特格拉斯 (蒙大拿州)
斯威特格拉斯（英語：Sweet Grass）是位於美國蒙大拿州圖勒縣的普查規定居民點。

## 歷史
斯威特格拉斯的郵局自1902年營運至今。

## 人口
根據2020年美國人口普查的數據，斯威特格拉斯的面積為1.25平方千米，皆為陸地。當地共有人口65人，而人口密度為每平方千米52人。